# Vandijkophrynus amatolicus
Vandijkophrynus amatolicus är en groddjursart som först beskrevs av John Hewitt 1925.  Vandijkophrynus amatolicus ingår i släktet Vandijkophrynus och familjen paddor. Inga underarter finns listade i Catalogue of Life.
Arten upptäcktes i några mindre bergstrakter i Östra Kapprovinsen i Sydafrika. Den hittades i regioner som ligger 1400 till 1800 meter över havet. I delar av utbredningsområdet har Vandijkophrynus amatolicus inte registrerats efter 1970- eller 1980-talet. Habitatet utgörs av fuktiga bergsängar. Denna padda lever inte i skogar och inte heller i trädodlingar men den hittas ibland i närheten av trädansamlingar.
Arten gömmer sig ofta under stenar eller annan bråte som ligger på marken. Hanarnas parningsrop hörs endast tillfällig. Honor lägger cirka 200 ägg per tillfälle som är sammankopplade till en kedja. De läggs i tillfälliga pölar eller vid andra ställen där grundvattnet kommer fram. Grodynglens utveckling till vuxna exemplar tar cirka åtta veckor. Antagligen vandrar vuxna exemplar utanför parningstiden till bergstrakternas höga delar.
Intensivt skogsbruk påverkar även bergsängarna intill vad som hotar beståndet. Dessutom planteras skog i områden som tidigare var gräsmarker. Ängarna används även som betesmarker, våta områden torrläggs och ibland blir bränder anlagd. Allt tillsammans påverkar populationen negativ.
Kort efter den vetenskapliga beskrivningen året 1925 dokumenterades många exemplar i lämpliga habitat. Cirka 1980 blev Vandijkophrynus amatolicus mycket sällsynt och mellan 1998 och 2011 registrerades inga individer alls. Mellan 2011 och 2015 hittades sju vuxna exemplar. IUCN kategoriserar arten globalt som akut hotad.